# 牛角寨摩崖造像
牛角寨石窟位於四川省仁壽縣高家鄉，文物遺址年代判定為唐。1991年4月16日公佈為四川省第三批文物保護單位。2006年5月25日列為第六批全國重點文物保護單位。